# 아이하트라디오

아이하트라디오(iHeartRadio)는 아이하트미디어(iHeartMedia) 산하의 인터넷 라디오 방송국이다. 2008년 4월에 서비스를 시작하였으며 현재 1500개가 넘는 방송을 지원하고 있다. 아이하트라디오는 온라인, 모바일 기기, TV, 게임 콘솔 등의 디바이스를 통해 서비스를 제공하며, 무료 서비스와 유료 서비스로 이용 가능하다. 아이하트라디오는 매년 아이하트라디오 뮤직 페스티벌(iHeartRadio Music Festival), 아이하트라디오 뮤직 어워드(iHeartRadio Music Award)를 개최한다.

## 같이 보기
- TuneIn